# Conférence de Québec (1943)
Pour les articles homonymes, voir Conférence de Québec.
La conférence de Québec (nom de code QUADRANT) est une conférence militaire tenue pendant la Seconde Guerre mondiale entre les gouvernements britannique et américain. La conférence eut lieu à Québec du  17 au 24 août 1943, à la citadelle de Québec et au château Frontenac. Les délégations furent dirigées par Winston Churchill, Franklin D. Roosevelt et William Lyon Mackenzie King.
Les Alliés décidèrent d’intensifier les bombardements sur l’Allemagne et de poursuivre l’accumulation de forces américaines et britanniques afin de libérer la France. L’objectif prioritaire en Méditerranée (un front cher à Churchill) était de concentrer davantage de forces dans le cadre de la campagne italienne, pour obtenir la capitulation de l’Italie alors que Mussolini venait de tomber, puis de l’occuper militairement ainsi que la Corse. 
En marge de la conférence, Churchill et Roosevelt signèrent secrètement l’accord de Québec pour intégrer le programme nucléaire britannique Tube Alloys au projet Manhattan.
Sur l’insistance américaine, il fut également décidé que les opérations dans les Balkans se limiteraient à fournir en armes les guérillas, tandis que les opérations contre le Japon s’intensifieraient afin d’épuiser les ressources japonaises, couper leurs lignes de communications et capturer des postes avancés qui serviraient de point de lancement pour des invasions du Japon proprement dit.
En plus des discussions stratégiques, qui furent communiquées aux Soviétiques et à Tchang Kaï-chek en Chine, la conférence émit aussi une déclaration sur la Palestine visant à calmer les tensions, l’occupation britannique devenant de plus en plus intenable. La conférence émit de plus une condamnation des atrocités allemandes en Pologne occupée.

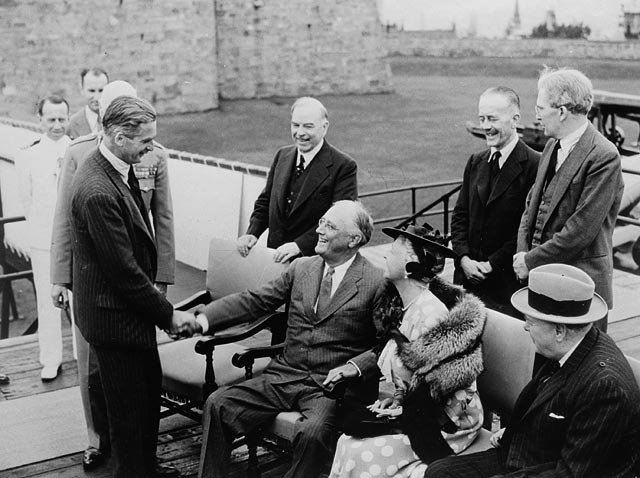
Franklin Delano Roosevelt saluant Anthony Eden.
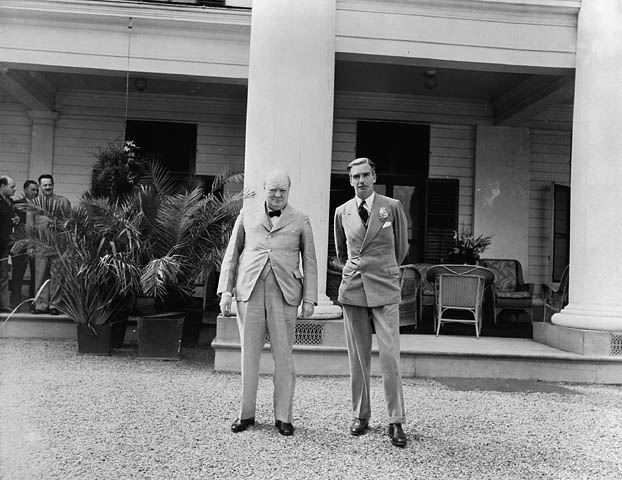
Winston Churchill et Anthony Eden.

### Roman
- Lionel Noël, Opération Iskra. Éditions Alire. 2004.